# 赫什·戈德堡-波林綁架案
2023年10月7日，哈马斯發動對以色列的阿克薩洪水行動中，一名23歲的美國及以色列雙重國籍青年赫什·戈德堡-波林（希伯來語：הרש גולדברג-פולין）在雷姆音樂節中遭到襲擊，身受重傷後被哈瑪斯綁架至加沙地帶。他被扣押將近11個月，直到2024年8月31日，他的遺體在加沙地帶的拉法被發現。屍檢結果顯示，他可能遺體發現前1至2天被近距離槍擊。

## 生平
戈德堡-波林是喬恩·波林（Jon Polin）和蕾切尔·戈德堡的兒子，他們都是芝加哥人。他出生於加利福利亞州伯克利，後來搬到維吉尼亞州里士满，其7歲跟隨父母移居以色列。他還有兩個妹妹。他曾經參與過一個用足球促進以巴兩地孩子友好的活動。他原本打算在2023年12月最後一週展開兩年的環球之旅，卻因為10月7日的恐怖襲擊而受阻。戈德堡-波林曾在以色列國防軍服役，並於2023年4月完成義務兵役。

## 綁架及謀殺

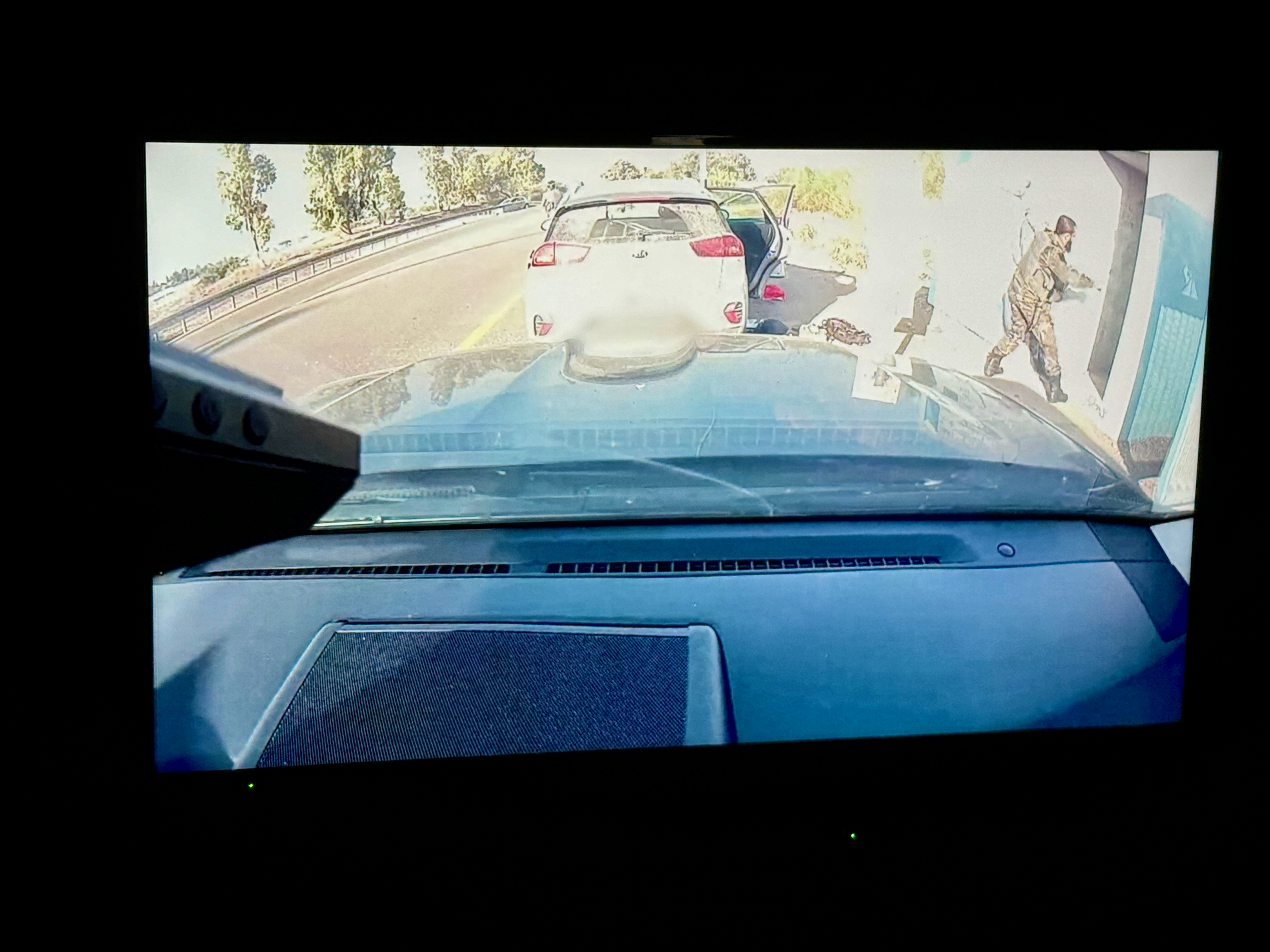
一名恐怖分子向赫什·戈德堡-波林的避難所投擲手榴彈

10月7日，戈德堡-波林在迷幻音樂節上遇到哈瑪斯的突襲。約早上8點，他給家人發了一條短信，說：「我愛你們」，然後又加了一句：「對不起。」他和他的朋友阿納爾·夏皮拉還有其他人跑到一個田間的掩體裡躲避，而哈瑪斯武裝分子不停地往掩體裡扔手榴彈。
夏皮拉试图抵抗，并成功把7枚手榴彈丟回去，但最後仍被殺害。戈德堡-波林在掩體裡遭到炸彈襲擊，據報導指也回扔手榴彈，結果手臂從肘部以下被炸掉。他趕緊用一條布條為自己止血。掩體裡的其他幾個生還者都說，他們親眼看到戈德堡-波林和其他人受重傷，然後被哈瑪斯武裝分子拖上卡車帶走。他的家人還看過一段影片，記錄他被綁架的過程。影片的最後，戈德堡-波林被推上一輛皮卡車，他的左手臂只剩下一截，鮮血淋漓，骨頭露在外面。2024年8月31日，戈德堡-波林的家人證實他的屍體被以色列國防軍發現。

## 爭取釋放
戈德堡-波林的親友們發動一場聲勢浩大的遊說活動，希望能讓他盡快獲得自由。據報導指，他的父母在2023年12前後，向各界人士請願，為他們的兒子陳情。他們曾經和紐約及日內瓦的聯合國總部、教宗方濟各、富豪伊隆·馬斯克、美國總統祖·拜登、美國國務卿安東尼·布林肯、25位美國參議員、七位美國州長，還有許多名人和網路具影響力者見過面。他的母親每天都換一件衣服，上面貼著一個數字，記錄著他被綁架的天數。
10月24日，戈德堡-波林的母親雷切爾·戈德堡在聯合國上呼籲哈瑪斯釋放她的兒子和其他人質：「這些人為什麼不能得到紅十字會的救援？為什麼沒人關心他們是否還活著？這是全世界的人道危機。」11月14日，雷切爾在參加華盛頓的親以色列遊行，帶領群眾高喊「快點讓他們回家！」她質問道：「為什麼全世界可以容忍近30個國家的240人被搶走並活埋？」

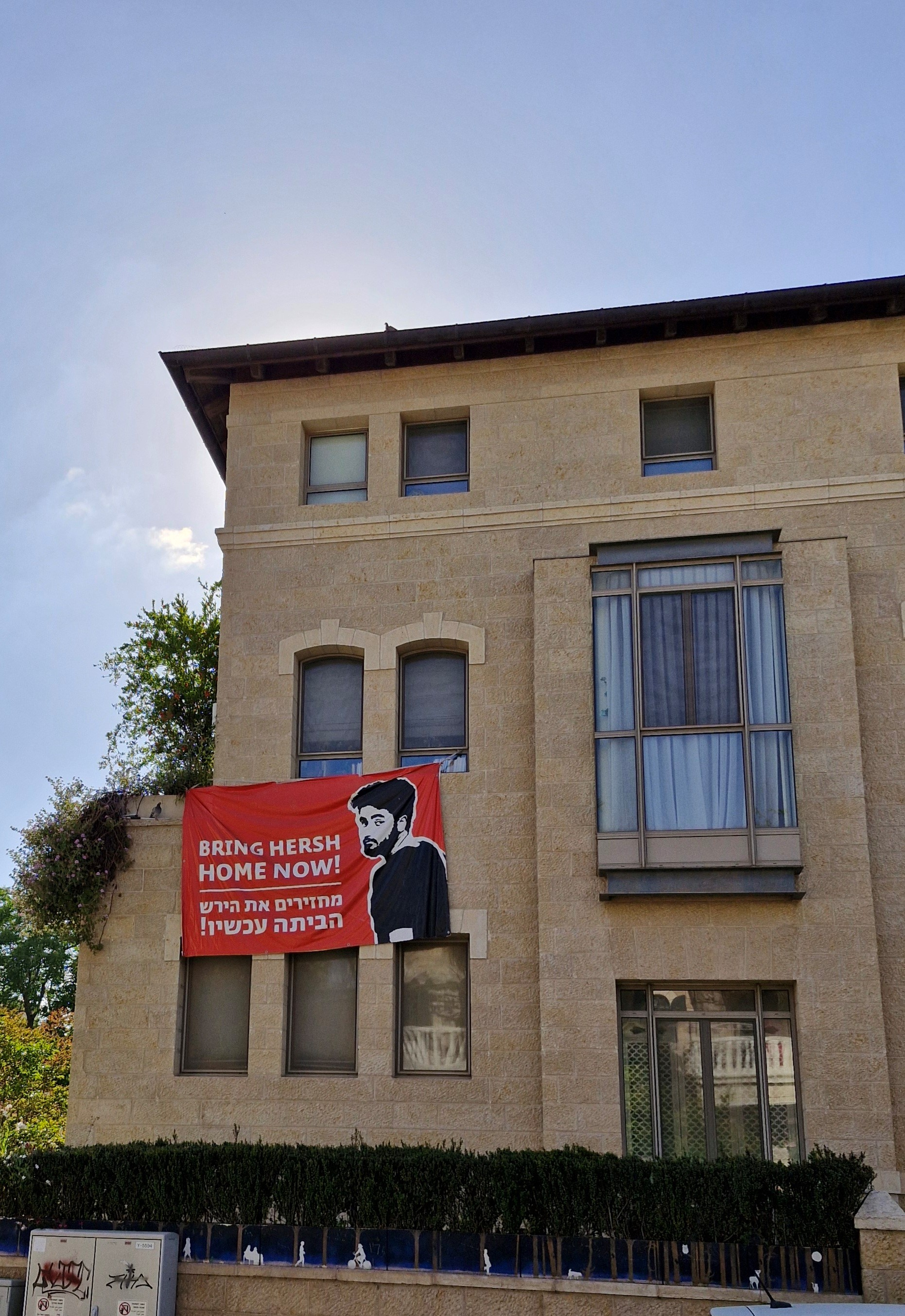
2024年5月，耶路撒冷一棟建築上懸掛著「被綁架的以色列人」的橫幅，上有戈德堡-波林的肖像

2023年11月底，哈瑪斯和以色列的臨時停火期間，哈瑪斯沒有釋放戈德堡-波林。哈瑪斯只是用105名人質換了240名巴勒斯坦囚犯的自由，其中有107名是小孩，還有4分之3根本沒有被判罪。人質的親友們曾經和以色列總理本雅明·內塔尼亞胡和戰時內閣見面，希望他們能再次和哈瑪斯談判，達成新的停火協議。12月27日本來是戈德堡-波林要出發環遊世界的日子，他的父親和其他50多人在本-古里安國際機場舉行了一場集會，請求世界不要忘記他的遭遇。
2024年4月24日，哈馬斯公開戈德堡-波林在被囚禁期間所拍攝的影片。他在影片中表明身份，並在影片中稱以色列政府應該感到「羞愧」，因為以色列人質被困在「缺乏食物和水的地下地獄」。影片中顯示戈德堡-波林的左臂被截斷，再次確認他在雷姆音樂節大屠殺中受傷的情況。該影片沒有標註日期，但專家根據戈德堡-波林表示他已被囚禁將近200天的說法，推測影片是在播出前不久拍攝的。影片發布後，他的父母發表聲明，表示看到並聽到他說話讓他們感到欣慰，但也呼籲所有致力於促成釋放人質協議的領導人協助將他帶回家。專家指出，拍攝此類影片可能構成戰爭罪。

## 發現遺體
2024年8月31日，戈德堡-波林是從加沙地帶拉法的一條哈瑪斯隧道中找到的6具遺體之一。根據以色列衛生部的說法，這6名人質在1到2天前被哈瑪斯綁架者近距離處決。以色列國防軍表示，當士兵找到遺體時，綁架者並未在現場。哈瑪斯否認處決了戈德堡-波林及其餘5名人質，聲稱他們死於以色列空襲，但並未對以色列所聲稱的槍傷做出回應。次日，哈瑪斯釋出一段人質影片，影片中每位人質報上自己的身份，並聲稱將發佈包含人質「最後留言」的影片。同一天，哈馬斯發言人阿布·烏拜達在Telegram發佈消息，指在努塞拉特營救行動後，已向負責看守人質的哈馬斯成員下達「新指令」，以應對「以色列國防軍接近」時的應變。哈馬斯同時發佈一張宣傳圖，上面用英文和希伯來文寫著：
「軍事壓力=死亡與失敗；
人質交易=自由與生命」
這張圖片及阿布·烏拜達的說法強烈暗示哈馬斯將採取新政策，在以色列國防軍以軍事力量營救人質時選擇處決人質，而不是透過暫停戰鬥來和平釋放人質。以色列媒體因此認為哈馬斯的聲明是在承認處決了人質。
2024年9月2日，戈德堡-波林下葬於耶路撒冷的一座墓園，數千人參加，包括以色列總統伊薩克·赫爾佐格。戈德堡-波林是耶路撒冷夏普爾足球會官方球迷團體的成員，該隊球員也身穿隊服前來送別。戈德堡-波林的母親在悼詞中形容，她「以子為榮」。
美國總統祖·拜登發表聲明說：
今天早些時候，在拉法市地下隧道中，以色列部隊找到了六名被哈瑪斯劫持人質的遺體。我們現已確認，其中一名被這些殘暴的哈瑪斯恐怖分子殺害的人質是美國公民赫什·戈德堡-波林。此消息令我感到極度悲痛和憤怒。赫什是10月7日在以色列參加和平音樂節時遭遇殘忍襲擊的無辜者之一。他在哈瑪斯的野蠻屠殺中幫助朋友和陌生人時失去了一隻手臂。他剛滿23歲，計劃環遊世界。我已經認識了他的父母喬恩和蕾切爾。他們在經歷這樣難以想像的痛苦時，表現出勇氣、智慧和堅定……我知道今晚所有美國人，與我和吉爾一樣，會為他們祈禱。我曾不懈努力，試圖將他們心愛的赫什安全帶回家，但他去世的消息讓我心碎。這既是悲劇，也是無法容忍的罪行。毫無疑問，哈瑪斯領導人將為這些罪行付出代價。我們將繼續全力以赴，爭取達成協議，確保剩下的人質能夠被釋放。
當得知戈德堡-波林和其餘5名人質在遺體被發現的幾天前仍然活著，以及有報導稱戈德堡-波林和另外兩名被處決的人質原本是下一批獲釋人質後，以色列全境爆發大規模抗議活動。

## 起訴
2024年9月3日，美國司法部公開起訴哈馬斯5名領導人：葉海亞·辛瓦爾、穆罕默德·馬斯里、馬爾萬·伊薩、哈立德·邁沙阿勒和阿里·巴拉卡，並包括已故領導人伊斯梅爾·哈尼亞。起訴書指控他們犯下恐怖主義、共謀謀殺美國公民，以及共謀使用大規模毀滅性武器致死等罪行。這些指控涉及綁架並殺害戈德堡-波林，以及殺害其他42名美國公民。

## 哀悼
戈德堡-波林是德國球會雲達不萊梅的忠實球迷。該球隊及其球迷積極支持戈德堡-波林的營救行動。在他被綁架後的三週內，球迷們舉起了一面用希伯來語寫著「永遠在一起」的大型綠色橫幅。他們還手持印有人質名字的心形標語。2024年7月，該球會在主場威悉體育場外懸掛一面印有戈德堡-波林照片和「讓赫什獲釋」字樣的綠色橫幅。在得知他遇害的消息後，球會發表聲明，向他致以深切的哀悼。

## 另見
- 莎妮·盧克之死，雷姆音樂節大屠殺相關的謀殺案。
- 諾亞·阿加馬尼綁架案，雷姆音樂節大屠殺相關的綁架案。
- 阿納爾·夏皮拉，雷姆音樂節大屠殺遇害者。